# 松岡モトキ
松岡 モトキ（まつおか もとき、1963年4月30日 - ）は、日本の音楽プロデューサー。愛知県名古屋市出身。

## 略歴
1989年、バンドBL.WALTZ(Vo&Gt)としてデビュー。
ビートルズから始まりロック、ポップス、クラシック、サウンドトラックなど影響を受けた音楽は多岐にわたる。
BONNIE PINK、the brilliant green、Superfly、Official髭男dism、矢野まき、HY、アンジェラ・アキ、阿部真央、ヒグチアイ、新垣結衣、忘れらんねえよ、monobright、FUNKIST、アンダーグラフ、黒木渚、上白石萌音、川崎鷹也、香取慎吾、菅田将暉、大原櫻子など、さまざまなアーティストのプロデュースおよびアレンジを行い、バンドリーダー・サポートを務める。
2009年8月2日、矢野まきと結婚。その後も様々なアーティスト・バンドのプロデュース、編曲、ライブサポートを行っている。

## プロデュース・編曲
1997年
- Swinging Popsicle「Joy of Living」

1998年
- After me「いつもと同じ朝が来る」
- Swinging Popsicle
  - 「HEAVEN」
  - 「I love Your Smile」
  - 「SWINGING POPSICLE」
- 鈴木結女「Life」

1999年
- 枡野浩一「君の鳥は歌を歌える」
- heaco「One Fine Day」
- 池田貴族「MIYOU」

2000年
- 飯塚雅弓『AERIS』
- canna
  - 「無人島」
  - 「右手」

2001年
- BONNIE PINK
  - 『Just a Girl』
  - 「眠れない夜」
  - 「Thinking Of You」
- iori「SUMMER MORNING RAIN」

2002年
- WHITE「ピンクのボトル」
- After me「レインボー・チェイサー」
- iori「Sleeping shelley said」
- SAYAKA「ever since」

2003年
- 柳ジョージ「scent of dreams-夢の香り-」
- Michelle
  - 『Munchkin』
  - c/w「その手が」
- 飯塚雅弓『SMILE×SMILE』
- 一十三十一「360°」
- SAYAKA c/w「Believe again」
- 堀江由衣『sky』

2004年
- 藤田悠治「STRAWBERRY」

2005年
- アンジェラ・アキ『ONE』（3月9日）
- THE LOCAL ART「tomorrow」（4月13日）
- BONNIE PINK『REMINISCENCE』（6月22日）
- Yum!Yum!ORANGE
  - 「Precious Days」（6月22日）
  - 「ORANGE FUNKY RADIO」（7月13日）
- 植村花菜「ミルクティー」（9月7日）
- アンジェラ・アキ『Home』（9月14日）
- 植村花菜「恋の魔法」（11月23日）

2006年
- 植村花菜『いつも笑っていられるように』（1月4日）
- アンジェラ・アキ「心の戦士」（1月18日）
- THE LOCAL ART「SAKURA」（1月25日）
- 竹仲絵里 c/w「サヨナラ サヨナラ」（1月25日）
- 安次嶺奈菜子「卒業～さよならは言えない～」（1月25日）
- アンジェラ・アキ「Kiss Me Good-Bye」（3月15日）
- Yum!Yum!ORANGE「clover」（5月10日）
- THE LOCAL ART「愛の言葉」（5月24日）
- アンジェラ・アキ
  - 「This Love」（5月31日）
  - 『Home』（6月14日）
- THE LOCAL ART「MiRAI」（6月28日）
- 竹仲絵里『ペルソナ』（6月28日）
- 飯塚雅弓『10 LOVE』（9月27日）
- THE LOCAL ART「MESSAGE」（10月4日）
- 中孝介「なつかしゃのシマ」（10月11日）
- 戸田康平「陽に向かう」（11月8日）

2007年
- シュノーケル「Bye-Bye × Hello」（1月1日）
- THE LOCAL ART「泣かない泣けない約束」（4月4日）
- 竹仲絵里「黄色い花 -Wedding Story-」（4月4日）
- Superfly「ハロー・ハロー」（4月4日）
- THE LOCAL ART「ラストスパート」（5月29日、配信限定）
- monobright「未完成ライオット」（7月4日）
- THE LOCAL ART「夏の終わりがまだここにある」（7月25日）
- Superfly「マニフェスト」（8月1日）
- monobright「頭の中のSOS」（9月5日）
- THE LOCAL ART「KiZUNA」（9月19日）
- 植村花菜「あなたのその笑顔はいいヒントになる」（9月26日）
- シュノーケル『EQ』（10月3日）
- monobright『monobright one』（10月24日）
- 植村花菜『愛と太陽』（11月7日）
- 中孝介 c/w「種をまく日々」（11月14日）
- Rie fu『Tobira Album』（11月21日）
- SPLAY「瞳」（11月21日）
- 新垣結衣『そら』（12月5日）
- 竹仲絵里「真っ白な雪真っ白な未来」（12月5日）

2008年
- SPLAY「AFTER THE MELODY ENDS」（1月30日）
- monobright「WARP」（1月30日）
- Superfly「愛をこめて花束を」c/w「愛と感謝」（2月27日）
- winnie「The Darkest Eternal Light」（3月19日）
- DEPAPEPE「HOP! SKIP! JUMP!」（4月2日）
- Superfly『Superfly』（5月14日）
- monobright「あの透明感と少年」（5月21日）
- 竹仲絵里「シャリラリラ/ファイファイ」（6月4日）
- シュノーケル「ナツカゼ」（7月9日）
- 植村花菜「シャララ」収録2曲（8月20日）
- 竹中絵里「帰らない夏と消えないあのメロディ」（9月3日）
- 中孝介『絆歌』収録1曲（10月1日）
- monobright「涙色フラストレーション」（10月22日）
- FUNKIST「BORDER」（12月3日）

2009年
- winnie「Headquarter」（1月14日）
- monobright「アナタMAGIC」（1月14日）
- FUNKIST「SUNRISE7」（年2月18日）
- 新垣結衣「piece」（2月25日）
- Yum!Yum!ORANGE「Yum!BEST」中3曲（2月25日）
- 植村花菜「春の空」中2曲（3月25日）
- アンダーグラフ「心の瞳」（4月15日）
- monobright『monobright two』（4月15日）
- LOVE LOVE LOVE「ソライロノオト」（5月27日）
- 新垣結衣「うつし絵」（5月27日）
- 矢野まき「本音とは愛よ」（6月10日）
- 新垣結衣「hug」中3曲（6月17日）
- FUNKIST「ムーンライズ カーニバル」（9月2日）
- MAGIC PARTY「エリナリ」（9月16日）
- 竹仲絵里「傘」（9月16日）
- monobright
  - 「JOYJOYエクスペリエンス」（10月7日）
  - 「孤独の太陽」（11月11日）
- MAGIC PARTY
  - 「Believe in Paradise」（11月11日）
  - 「奇跡の夜」（12月2日）
- FUNKIST「Snow fairy」（12月2日）

2010年
- LOVE LOVE LOVE
  - 「空想パドル」（1月13日）
  - 「プラネタリウム」（2月17日）
- Leyona×FUNKIST×Latyr Sy「MAMA AFRICA」（3月10日）
- 竹仲絵里「GARDEN*」（3月10日）
- 舞花「never cry」（4月14日）
- FUNKIST
  - 「ft./ピースボール」（4月28日）
  - 「FUNKIST CUP」（6月16日）
- 舞花「教えてよ〜miseducation〜」（6月23日）
- 舞花『Possible』（6月30日）
- MAGIC PARTY「今夜はMAGIC BOX」（8月18日）
- アンダーグラフ「シングルベスト」収録1曲（9月15日）
- 新垣結衣『虹』収録8曲（9月22日）
- monobright『ADVENTURE』中2曲（10月13日）
- 舞花「心」（10月20日）
- MAGIC PARTY「エガオノマホウ」（11月17日）
- Honey L Days「My Only Dream」（11月24日）
- 弓木英梨乃 c/w「終わらない遊び」（12月1日）

2011年
- FUNKIST「Pieceful」（年2月2日）
- HOW MERRY MARRY「バイマイタウン」（3月2日）
- LOVE LOVE LOVE「KYOTOKYO」収録1曲（4月13日）
- 弓木英梨乃
  - 「パレード～終わらない大阪のうた～」（7月6日、配信限定）
  - 「It's My Turn」（※リリース等の予定無し）
- LOVE LOVE LOVE「夏音色」収録2曲（8月3日）
- FUNKIST「CRAQUE」（8月9日、配信限定）
- HOW MERRY MARRY「僕にできること」（9月7日）
- Honey L Days「Change」中3曲（11月16日）
- LOVE LOVE LOVE「嘘のつき方」（11月23日）
- 太田裕美「金平糖」（12月21日）

2012年
- IMALU「4751日、もういないキミへ」収録1曲（3月7日）
- FUNKIST「7」（年4月11日）
- 宮﨑薫
  - 「君と空」（2012年4月25日配信）
  - 「Graduation from me」（6月6日 タワーレコード限定販売）
- 伊禮恵「光を集めて」（6月13日）
- BARBARS
  - 「残響サブストーリー」（8月8日）
  - 「CUT!CUT!CUT!」（10月10日）
- 宮﨑薫「9 STORIES」（10月10日）

2013年
- MONOBRIGHT『MONOBRIGHT BEST ALBUM ～Remain in MONOBRIGHT～』（1月30日）
- 伊禮恵「365日」（1月30日）
- ケラケラ
  - 「スターラブレイション」（5月15日）
  - 「友達のふり」c/w「ろーりんぐでいず」（9月18日）
- BARBARS「花畑ダンスフロアー」（9月23日）
- Superfly『Superfly BEST』（9月25日）
- 見田村千晴「ビギナーズ・ラック」（9月25日）
- ケラケラ「ケラケライフ」（10月23日）
- 蜜「キスアンドクライ」中「シンデレラは風邪っぴき」（11月27日）
- Qaijff「Clock hands/エンディング」（12月26日）

2014年
- 松本英子と矢野まき「つむぎの夜」（1月12日）
- ケラケラ「ひとつだけ」（1月29日）
- 中村舞子「春色COVERS」収録「ガーネット」（2014年2月26日）
- アンジェラ・アキ『TAPESTRY OF SONGS - THE BEST OF ANGELA AKI』（3月5日）
- Qaijff「クアイフ」（3月12日）
- 黒木渚「標本箱」（4月2日）
- 見田村千晴「寝そべった夕暮れを切り裂いてバスはゆく」（4月16日）
- 松本英子「I’m home」収録「あなたわたし」（年5月21日）
- 伊禮恵「音文-otobumi-」（7月2日）
- 矢野まき「生きること」（9月13日）
- 玉城ちはる「私は生きてる」（9月24日）
- ケラケラ「ケラケランド」（10月29日）

2015年
- 黒木渚「虎視眈々と淡々と」（1月12日）
- 見田村千晴「わたくしどもが夢の跡」（3月18日）
- 松本英子「祈り火/おもいで」中「祈り火」（3月21日）
- 見田村千晴「正攻法」（4月22日）
- 黒木渚「君が私をダメにする」（6月10日）
- 野田愛実「ミライ」（9月30日）
- 黒木渚「自由律」（10月7日）
- FUNKIST「Time has come / LIFE is LOVE」（10月24日）
- サンドクロック「Life is Fantasy」収録
  - 「あの娘は今日もホントB型」「コバルトブルーの空の下」（11月4日）
- Superfly「黒い雫 & Coupling Songs: 'Side B'」収録
  - 「凛」「愛と感謝」他（12月2日）

2016年
- 黒木渚
  - 「原点怪奇/懺悔録」（3月24日、配信限定シングル）
  - 「ふざけんな世界、ふざけろよ」（4月6日）
  - 「灯台」（7月1日、配信限定シングル）
- 上白石萌音「Chouchou」収録「366日」「Smile」（10月5日）
- 忘れらんねえよ「俺よ届け」（10月5日）
- FUNKIST「BEAT of LIFE」（10月5日）
- 放課後プリンセス「秘密のティアラとジェラート」（10月12日）
- サイダーガール「ジオラマインサイダー」（10月12日）
- Official髭男dism「What's Going On?」（11月2日）
- 瀧川ありさ「at film.」内「Sugar」（11月2日）
- Kaco「影日和」（2016年11月8日）
- サイダーガール「ジオラマアウトサイダー」（11月9日）
- 矢野まき「悲喜こもごも」（11月21日）
- 丸本莉子「誰にもわからない」（11月30日、配信限定）
- 野田愛実「時間旅行」（12月7日）
- 丸本莉子「誰にもわからない～何が幸せ?～」（12月21日）

2017年
- 見田村千晴「きっといつか消えてしまう、」（3月15日）
- 琵奈子「ジグソーパズル」（3月15日）
- 丸本莉子「ココロノコエ」（月22日）
- 忘れらんねえよ「スマートなんかなりたくない」（3月22日、配信限定）
- 宮﨑薫「From Here」（3月30日）
- Superfly『Superfly 10th Anniversary Greatest Hits “LOVE, PEACE & FIRE”』収録5曲（4月4日）
- 忘れらんねえよ「いいひとどまり/スマートなんかなりたくない」（6月21日）
- 上白石萌音『and…』収録「カセットテープ」（7月12日）
- サイダーガール「エバーグリーン」（7月26日）
- FUNKIST「BORDERLESS」（9月6日）
- 黒木渚「解放区への旅」（9月20日）
- 忘れらんねえよ「僕にできることはないかな」（9月20日）
- サイダーガール「SODA POP FANCLUB1」（10月18日）
- Kaco「身じたく」（10月18日）

2018年
- 丸本莉子「COVER SONGS」（2月28日）
- 阿部真央『You』中 「Such a beautiful day」（3月7日）
- 中田裕二「NOBODY KNOWS」収録2曲（3月21日）
- 菅田将暉『PLAY』中 「ピンクのアフロにカザールかけて」（3月21日）
- EVEN「アイノウタ」映画「EVEN」主題歌（5月30日）
- Shout it Out「また今夜も眠れない僕らは」収録
  - 「髪を切って」「さよならBABY BLUE」（7月18日）
- 工藤圭一「Go for it」熊本ヴォルターズ応援歌（9月）
- ALL CITY STEPPERS 「PARTYAGE」中6曲（10月3日）
- 大城美友「オレンジバタフライ」（10月10日）
- 忘れらんねえよ「あいつロングシュート決めてあの娘が歓声をあげてそのとき俺は家にいた」（12月26日）

2019年
- MILLEA「ライフ・プラネタリウム」（3月6日）
- 忘れらんねえよ「だっせー恋ばっかしやがって」（4月24日）
- Superfly「氷に閉じ込めて」映画『プロメア』エンディング主題歌（6月12日）
- 藤木直人「20th -Grown Boy-」中「夢の答え」「僕の生きていたい世界」（6月19日）
- GOOD ON THE REEL映画『酔うと化け物になる父がつらい』主題歌「背中合わせ」挿入歌「禁断の果実」（2019年公開）
- 菅田将暉『LOVE』中「7.1oz」（7月10日）
- 矢野まき「ALL TIME BEST」中9曲（7月17日）
- 矢野まき大橋卓弥「ポートレイト」（7月17日）
- 忘れらんねえよ「あの娘に俺が分かってたまるか」（7月31日）
- FUNKIST「20th BEST-LION-」中22曲（8月24日）
- ヒグチアイ『一声賛歌』全曲（9月25日）
- 前島麻由『From Dream And You』中「when you went away」「From Dream And You」（9月25日）
- 村上紗由里 『夢のあと 』- EP中 「朝焼け」（11月13日）
- 忘れらんねえよ 『週刊青春』全11曲（12月25日）

2020年
- Superfly『0』収録「氷に閉じこめて」（1月15日）
- サイダーガール
  - 『SODA POP FANCLUB 3』収録「クライベイビー」「アンブレラ」（1月15日）
- Natural Lag（Da-iCE 花村想太ソロ）『ナチュラルストーリー』収録「蜃気楼」（1月22日）
- 小柳ゆき『SPHERE-球宇宙~』収録
  - 「SPHERE -feat.デーモン閣下-」「クオンタムメカニ クス」（7月5日）
- ヒグチアイ 『樋口愛』収録

「東京にて」「八月」「前線」
「ココロジェリーフィッシュ (Rerecorded)」「まっすぐ (Rerecorded)」
「黒い影 (Rerecorded)」（9月2日）
- YENMA『Piñata』 収録

「Blue Monday」「あなたに花束を」「さよなら」（10月7日）
- 加治みなみ 『はじめ-EP 』中 「dive...」「青の月」（12月3日）
- 植松陽介 EP「会いたいけど眠たい」中 「愛の見方」（12月12日）

2021年
- HY『HANAEMI』中9曲（2月24日）
- 有華「一蓮星」（5月4日）
- 黒木渚『死に損ないのパレード』収録

「心がイエスと言ったなら」「竹」（7月7日）
- ヒグチアイ

「悲しい歌がある理由」（9月8日）
「距離」（10月20日）
「やめるなら今」（11月24日）
- 川崎鷹也『カレンダー』収録

「Young Song」「ヘイコウセカイ」（12月15日）
2022年
- ヒグチアイ『最悪最愛』（3月2日）
- FUNKIST「Bright」（4月6日）
- 香取慎吾『東京SNG』収録

「ひとりきりのふたり（feat.ヒグチアイ）」（4月13日）
- OverTone『Prologue』収録 「オレンジ色」「レディーファースト」（6月8日）

- HY 「キラリ」（6月28日）  『Kafuu』収録「HAISAI」「光の先へ」（9月21日）
- ヒグチアイ「小さな夢」（12月9日）

2023年
- 遊佐未森「潮騒UNLIMITED/LIVE IN TOKYO 20221103」（4月26日）
- のん『PURSUE』収録「荒野に立つ」（6月28日）
- HY 「ワラッタラッタ」（8月20日）  「LOVE」（11月6日）
- ツチヤカレン  「メーデー」（7月5日）  「活字アレルギー」（9月6日）  「never be lonely」（11月8日）
- 仲宗根 泉『灯 -10 Cover Songs-』収録「恋人よ」（11月22日）

2024年
- - ツチヤカレン「尺つなぎボーイフレンド」（1月10日）
  - 城 南海『爛漫』（1月24日）
  - ツチヤカレン『HORN CREAM』（2月14日）
  - HY『LOVE STORY 〜MY BEST〜』収録「君と未来を」「LOVE」（6月12日）
  - 小野　亜里沙『feel』（8月14日）
  - 矢野まき『愛のしかた』（10月2日）

2025年
- - HY『TIME』収録「恋をして」「明日種〜アシタネ〜」「まっすぐに」「大大大好き」「渚の恋は虹色模様」（1月29日）
  - HY「白球を繋げ」（3月18日）
  - 烏兎「なんでもいいよ」「旅する人へ」（4月23日）
  - FUNKIST『Pride of Lions』収録「GLORY DAYS」「パレード」「キラキラ」「流れ星」「47climax」（5月14日）

## 作曲
- 矢野まき「プロポーズ」「情熱の記憶」「傘もささずに」 -アルバム『本音とは愛よ』（2009年）
- 飯塚雅弓「ひだまりのオルゴール」 - アルバム『so loving』（1999）
- 飯塚雅弓「Pastel」 - アルバム『AERIS』（2000）
- 飯塚雅弓「My best friend」 - アルバム『SMILE×SMILE』（2003）
- 飯塚雅弓「青空スクールデイズ」 - アルバム『10 LOVE』（2006）
- 我那覇美奈「逃げ水」
- 川村かおり「タンポポの爆撃隊 (Dandelion S.Q.N.)」
- 鈴木真仁「記憶の彼方に…」

## ライブ・ツアー
1997年
- BONNIE PINK「Heaven's Kitchen TOUR」/Gt

1998年
- BONNIE PINK「GOLD FISH」/ Gt
- the brilliant green「There will be live there 1,2」/Gt

1999年
- the brilliant green「There will be live there 1,2」/Gt

2000年
- BONNIE PINK「Let go」/Gt
- the brilliant green「There will be live there 1,2」/Gt

2001年
- BONNIE PINK「Just a Girl」/Gt

2004年
- Tommy heavenly 6「SUMMER SONIC」/Gt

2007年
- 竹仲絵里Acoustic Tour「種まき＊」/Gt

2008年
- 植村花菜「植村花菜 LIVE TOUR 08～愛と太陽～」/Gt

2009年
- 竹仲絵里「竹仲絵里 ワンマンライブ2010『Garden**』」/Gt
- 松岡モトキ「delicious "dish" vol.2」/Gt.Vo
- BL.WALTZ「BL.WALTZ 20th anniversary」/Gt.Vo
- 松岡モトキ「ワンマンライブ『松岡モトキの～たまにゃ歌うさ、俺だって～vol.1』/Gt.Vo
- 矢野まき「矢野まき Live 2009 『本音とは愛よ』」/Gt

2012年
- 宮﨑薫「TOWER RECORDS presents NEW TOWER GENERATION 2012 VOL.2」/Gt

2013年
- ケラケラ「SIGMA FES.」/Gt
- 松本英子と矢野まき 「つむぎの夜」
- 見田村千晴「ビギナーズ・ラック リリース前夜祭」/Gt

2014年
- 松本英子と矢野まき 「つむぎの夜 〜其の参〜」/Gt
- 矢野まき「矢野まき 15-year anniversary LIVE “ARIGATO！”」/Gt
- 黒木渚「関ケ原 LIVE WARS 2014 ROCK onna ROCK」/Gt
- 松本英子と矢野まき 「つむぎの夜 〜其の弐〜」/Gt
- 伊禮恵「レコ発企画『心の音が鳴るところ。』」/Gt
- 見田村千晴「ワンマンライブ2014【寝そべった夕暮れを切り裂いてバスはゆく】」/Gt
- 黒木渚
  - 「TOKYO M.A.P.S」/Gt
  - 「Tower Records リリースイベント」/Gt
- 松本英子と矢野まき 「つむぎの夜 〜其の弐〜」/Gt
- ケラケラ「早稲田塾卒業パーティ」/Gt

2015年
- 矢野まき
  - 「中島みゆきRESPECT LIVE 歌 縁 〜うたえにし〜」/Gt
  - 「矢野まき × MW 渡會将士 ～SHIBUYA LOOP annex 4th Anniversary～」/Gt
- 松本英子と矢野まき 「つむぎの夜 〜其の四〜」/Gt
- BL.WALTZ
  - 「南野信吾追悼ライブ」/Gt.Vo
  - 「BL.WALTZ with Bennets」/Gt.Vo

2016年
- 忘れらんねえよ「僕とあなたとあんたとお前のデカいステージ」/Gt
- 矢野まき「矢野まき × まきちゃんぐ」/Gt
- 矢野まき「唄 -UTA- 〜矢野まき × 広沢タダシ〜」/Gt
- 野田愛実「野田愛実ファーストワンマンライブ」/Gt

2017年
- 野田愛実「野田愛実ワンマンライブ『時間旅行』 〜晴れ女、今日も快晴なんです(笑)〜」/Gt
- 忘れらんねえよ
  - 「僕とあなたとあんたとお前のごほうびワンマンツアー」/Gt
  - 「日比谷野音ワンマン ワンワン!ワンマン!野音でワオーン!」/Gt
  - 「くまもと復興映画祭」/Ag
- 松岡モトキ「歌わせてよ 弾かせてよ」/Vo,Gt
- 矢野まき「矢野まき LIVE 2017～悲喜こもごも～」/Gt
2022年
  - 遊佐未森「潮騒」ツアー 東京公演 /Gt

2023年
  - 遊佐未森「Concert 2023 〜京都日和〜」/Gt
2024年
    - 小泉今日子「TOUR 2024 BALLAD CLASSICS」/Gt

## ディスコグラフィー

### シングル
- Beautiful（1993年11月21日）
  1. Beautiful
  2. in mama's kitchen

### アルバム
- autochrome（1993年11月21日）
  1. self-introduction
  2. You're My Sunshine
  3. 語りつくして
  4. そうなんだ
  5. Beautiful
  6. 生まれたのは四月
  7. a summer's day
  8. 探しだせ!
  9. ひとりの風景
  10. マザーズ・リトル・ヘルパー
  11. 孤独
  12. Time Snap
  13. 僕はまだ…
  14. self-introduction
  15. in mama's kitchen